# Paraclinus fehlmanni
Paraclinus fehlmanni is een  straalvinnige vissensoort uit de familie van slijmvissen (Labrisomidae). De wetenschappelijke naam van de soort is voor het eerst geldig gepubliceerd in 1969 door Springer & Trist.
De soort staat op de Rode Lijst van de IUCN als Kwetsbaar, beoordelingsjaar 2007.